# ¿Dónde está el país de las hadas? (álbum)
¿Dónde está el país de las hadas? es el segundo álbum de estudio de la banda de tecno-pop Mecano, publicado el 30 de mayo de 1983 por Columbia Records. 
El título del álbum, que vendió en España 100 000 copias, está tomado del tema instrumental homónimo que abre el trabajo, compuesto por Nacho Cano.

## Grabación
El disco contó con la producción de Jorge Álvarez y del propio grupo y los arreglos de Luis Cobos, que también se encargó de arreglar y dirigir la sección de cuerdas del tema instrumental que da título al álbum, grabada en el Estudio 1 de la CBS en Londres, hecho que sería frecuente a partir de entonces por parte del grupo, ya en su etapa de madurez. En este caso el ingeniero de grabación fue Mike Ross. El resto del disco se grabó y mezcló completamente en sistema digital en los Estudios Escorpio de Madrid por el ingeniero de grabación Tino Azores.
En su grabación participaron el bajista Manolo Aguilar, el batería Javier de Juan, el guitarrista Gustavo Montesano y el citado Luis Cobos en los teclados. El desarrollo gráfico fue obra de Juan Oreste Gatti y las fotografías de Alejandro Cabrera (grupo) y Julio Limia (flores).

## Contenido y promoción
De este álbum se extrajeron tres sencillos. El primero fue «Barco a Venus», que habla sobre el mundo de las drogas. El tema ya era conocido por el público antes de su publicación ya que fue tocado por el grupo en los conciertos de la gira que siguió a la presentación de su primer trabajo, editado el año anterior. En esos conciertos la canción era presentada con el título de El yonqui. 
El segundo sencillo fue «La fiesta nacional», un tecno-pasodoble de tema taurino escrito también por Nacho Cano, en el que se escucha la voz del conocido periodista y locutor taurino Matías Prats. 
Finalmente se editó el sencillo «El amante de fuego», que narra la historia de un joven que muere calcinado y cuyo espíritu toma posesión del cuerpo de una joven que le ve morir. Las caras B de estos tres sencillos fueron, respectivamente, «Este chico es una joya», «El ladrón de discos» y «Un poco loco».
Durante la promoción de este trabajo, Mecano intentó darse a conocer fuera de España, para lo que publicaron un sencillo, destinado a ser editado en el Reino Unido, Italia y los Países Bajos, con el tema The uninvited guest, la traducción al inglés de «Me colé en una fiesta». En la cara B se incluyó el instrumental «Boda en Londres», perteneciente también a su anterior álbum y retitulado para la ocasión como London. Pese a los esfuerzos, el sencillo no tuvo éxito en esos países y el éxito internacional del grupo no llegó hasta la publicación de sus siguientes trabajos.

## Diseño gráfico
Para la parte del diseño gráfico del álbum vuelven a contar con Juan Oreste Gatti y Alejandro Cabrera a cargo de las fotografías de los miembros del grupo. Tras diversas reuniones, acordaron que el concepto de las flores debía ser el motivo fundamental que sirviera para ornamentar este nuevo trabajo
El LP en su primera edición incluía un insert de letras y créditos del álbum el cual estaba decorado con fotografías de diferentes tipos de flores, dichas fotografías estuvieron a cargo de Julio Limia. Posteriormente al publicarse este álbum en formato de CD se mantuvo el mismo esquema de ornamentación basado en flores en el libreto inserto en el estuche del jewel case.
En el insert, el título de cada canción va acompañado de la imagen de una flor diferente las cuales son:
1. "¿Dónde está el país de las hadas?" (instrumental) - Foto de la portada: Orquídeas alevilla blancas o orquídeas mariposa (Phalaenopsis spp).
2. "Este chico es una joya" - Gladiolas (Gladiolus communis)
3. "La bola de cristal" - Tulipán del tipo Rembrandt (Tulipa)
4. "El amante de fuego" - Anturio o Cala roja (Anthurium andreanum)
5. "Madrid" - Geranio común o Novio (Pelargonium hortorum)
6. "Barco a Venus" - Amapola roja (Papaver rhoeas)
7. "La fiesta nacional" - Clavel rojo (Dianthus caryophyllus)
8. "Un poco loco" - Ave del paraíso (Strelitzia reginae)
9. "No aguanto más" - Primaveras híbridas de jardín (Primula spp)
10. "Focas" - Orquídea Cimbidio amarilla (Cymbidium hybrid).
11. "El balón" - Hortensia morada (Hydrangea macrophylla)
12. "El ladrón de discos" - Lirio español o Iris de Holanda (Iris xiphium)

## Lista de canciones
- Edición estándar:

| N.º | Título                              | Escritor(es)    | Duración |  |
| 1.  | «¿Dónde está el país de las hadas?» | Nacho Cano      | 2:58     |  |
| 2.  | «Este chico es una joya»            | Nacho Cano      | 2:31     |  |
| 3.  | «La bola de cristal»                | Nacho Cano      | 3:22     |  |
| 4.  | «El amante de fuego»                | Nacho Cano      | 4:28     |  |
| 5.  | «Madrid»                            | José María Cano | 3:22     |  |
| 6.  | «Barco a Venus»                     | Nacho Cano      | 3:19     |  |
| 7.  | «La fiesta nacional»                | Nacho Cano      | 3:28     |  |
| 8.  | «Un poco loco»                      | José María Cano | 3:22     |  |
| 9.  | «No aguanto más»                    | Nacho Cano      | 3:09     |  |
| 10. | «Focas»                             | José María Cano | 3:25     |  |
| 11. | «El balón»                          | Nacho Cano      | 3:29     |  |
| 12. | «El ladrón de discos»               | Nacho Cano      | 2:59     |  |

- Re-edición 2005:

|     |                  |                 |          |  |  |  |  |  |  |  |
| N.º | Título           | Escritor(es)    | Duración |  |  |  |  |  |  |  |
| 13. | «Viaje espacial» | José María Cano | 3:18     |  |  |  |  |  |  |  |

- Cara "B", maquetas e inéditos:

|     |                       |              |          |  |  |  |  |  |  |  |
| N.º | Título                | Escritor(es) | Duración |  |  |  |  |  |  |  |
| 14. | «The uninvited guest» | Nacho Cano   | 3:56     |  |  |  |  |  |  |  |

## Otras ediciones
- ¿Dónde está el país de las hadas? (edición para México, 1983) con portada distinta.